# 유럽 연합의 창립자
유럽 연합의 창립자는 오늘날 유럽 연합의 발전과 유럽 통합에 기여한 것으로 공식적으로 인정된 11명의 인물을 의미한다. 가끔은 통합에 기여한 프랑스의 로베르 쉬망, 이탈리아의 알치데 데 가스페리, 독일의 콘라트 아데나워를 강조하기도 한다.

## 유럽 연합 창립의 아버지들
유럽 연합은 11명의 인물은 창립자들로 지명하고 있다.
| 사진 | 이름               | 국가       | 설명 |
| ---- | ------------------ | ---------- | --- |
|      | 콘라트 아데나워    | 서독       | 서독의 첫 연방수상으로 1949년부터 1963년까지 임기로 있는 동안 프랑스와의 관계를 회복했다. 그는 1963년 엘리제 조약을 체결하는데 중요한 역할을 했다. 그는 프랑스와 우호조약을 체결하기도 했다.                                                                                                  |
|      | 조제프 베슈        | 룩셈부르크 | 룩셈부르크의 총리로서, 베크는 베네룩스와 유럽 석탄 철강 공동체의 설립에 앞장섰다. 1955년 메시나 회담의 준비에서 중요한 역할을 수행하였고, 이는 1958년 유럽 경제 공동체의 설립에 기반을 마련했다.                                                                                              |
|      | 요한 빌렘 바이옌   | 네덜란드   | 네덜란드 총리이자 1955년 이후 공동시장의 원칙을 정립한 인물이다. |
|      | 윈스턴 처칠        | 영국       | 제2차 세계 대전 당시 영국의 총리로, 처칠은 전후 "유럽 합중국"을 구상했다. 그는 유럽에서의 전쟁을 막기 위해 유럽 합중국이 민주적으로 건립될 것을 주장했다. |
|      | 알치데 데 가스페리 | 이탈리아   | 이탈리아 총리로, 유럽 의회의 창립에 기여했고 다른 유럽 국가들이 유럽 의회에 참여할 수 있도록 중재를 벌이기도 했다. |
|      | 발터 할슈타인      | 서독       | 독일의 정치가로 유럽 경제 공동체 소속 유럽 위원회의 초대 위원장이 되었다. 그는 공동시장을 만드는데 중요한 역할을 했다. |
|      | 시코 만스홀트      | 네덜란드   | 제2차 세계 대전 당시 네덜란드 저항운동에 참여한 인원이다. 만스홀트는 식량에 대해 유럽 스스로 자급자족해야 한다고 생각했고, 이것은 공동농업정책의 기초가 되었다. |
|      | 장 모네            | 프랑스     | 프랑스의 정치가이자 경제 자문관으로, 모네는 1950년 쉬망 선언을 설립하는 데 기여했다. 이 선언은 제2차 세계 대전 이후 프랑스-독일 관계에 있어서 이정표가 되었다. 특히 이 선언으로 유럽 석탄 철강 공동체가 창립되었고, 국제 산업 협력을 증진시켰다.                                              |
|      | 로베르 슈만        | 프랑스     | 1948년부터 1952년까지 프랑스의 외무장관으로 있으면서 쉬망은 1950년 장 모네와 함께 프랑스와 독일의 석탄 및 철강 생산을 단일 국제기구 내에서 생산하자는 1950년 쉬망 선언을 발표했다. 이는 유럽 석탄 철강 공동체 발족을 향한 이정표가 되었다.                                                    |
|      | 폴앙리 스파크      | 벨기에     | 1944년 벨기에의 총리로써 스파크는 베네룩스 관세 협정에 참여했고 국제 연합, 북대서양 조약 기구, 유럽 의회, 유럽 석탄 철강 공동체 등에서 주도적 역할을 맡았다. 이후 그는 유럽 경제 공동체의 설립을 명시한 로마 조약 체결에서 중요한 역할을 했다.                                                |
|      | 알티에로 스피넬리  | 이탈리아   | 좌익의 과격주의적 정치인으로 연방주의자라 자부하던 스피넬리는 레시스텐자에 참여했고 1941년 베네토네 마니페스토에 의해 중요해졌다. 그는 1984년 스피넬리 계획을 발표한 작가이자 영향력 있는 연방주의자로 남았고, 그의 원칙과 이론들은 마스트리흐트 조약에 적용되어 유럽 연합의 탄생을 이끌었다. |

다른 출처는 소수의 이름을 제시했다.

## 제안과 로마
리하르트 니콜라우스 폰 코우덴호페칼레르기 백작은 1923년 범유럽 계획을 발표해 운동의 시작을 알려다. 1950년대 장 모네의 계획에 기초해 로베르 쉬망이 쉬망 선언에서 유럽 석탄 철강 공동체의 수립을 발표했다. 모네는 유럽 위원회의 초대 위원장이 되었다. 슈망은 유럽 의회의 의장이 되어 유럽 통합 진전에 크게 기여했다.
이러한 기구의 수립 이후, 로마 조약을 통해 유럽 경제 공동체가 수립되었다. 조약을 체결한 모든 인물이 창립의 아버지들은 아니지만 폴앙리 스파크와 같은 다수의 인물이 창립의 아버지로 인정받고 있다. 폴앙리 스파크의 경우 로마 조약에 기여했을 뿐만 아니라 벨기에, 네덜란드, 룩셈부르크 3국의 경제적 통합을 이룩하는데 성공했고 유럽 의회의 첫 의장으로 선출되기도 했다. 조약을 체결한 다른 창립의 아버지에는 서독의 콘라트 아데나워 , 그리고 룩셈부르크의 요제프 베크가 있다.

## 기타
유럽 연합 창립의 아버지들로 고려되는 인물들로는 다음과 같은 인물들이다. 
- 주세페 마치니 : 1834년 통합된 유럽의 목표를 가지고 젊은 유럽이라는 단체를 창립했다.[7]
- 빅토르 위고 : 1849년 국제 파리 회의에서 유럽 합중국을 주장하기도 했다.
- 윈스턴 처칠 : 1946년 취리히에서 유럽 의회에 대한 생각을 연설했다.

자크 들로르, 로렌초 나탈리, 마리우 소아르스, 피에르 베르너 등도 유럽 연합에 자국을 가입시켰기 때문에 창립의 아버지로 보기도 한다.

## 같이 보기
- 유럽 연합의 역사
- 유럽 연합 집행위원장
- 유럽 의회 의장
- 리하르트 니콜라우스 폰 코우덴호페칼레르기